# اتحاد الإمارات العربية
اتحاد الإمارات العربية كان اتحادًا سياديًا مقترحًا لتسع إمارات تابعة المقيمية السياسية البريطانية في الخليج العربي، يضم البحرين وقطر وبقية الإمارات السبع في إمارات الساحل المتصالح، وهي أبو ظبي، ودبي، وأم القيوين، وعجمان، والشارقة، ورأس الخيمة والفجيرة. كان الاتحاد قائمًا خلال معظم فترة توحيد دولة الإمارات العربية المتحدة، وظهر إلى الوجود كشبه حكومة انتقالية في فبراير 1968، بعد اجتماع بين زعماء هذه الإمارات عقب أقل من شهرين من إعلان القرار البريطاني بالانسحاب. ومع ذلك، أدت العديد من الخلافات بين القادة لأسباب سياسية واقتصادية إلى حل الاتحاد عندما أعلنت البحرين وقطر استقلالهما بحلول أغسطس وسبتمبر 1971 بينما بقيت بقية إمارات الساحل المتصالح (باستثناء رأس الخيمة لفترة مؤقتة) واستمرت في تشكيل الإمارات العربية المتحدة في ديسمبر 1971.
وبحسب الدكتور إميل نخلة، الأستاذ المشارك في العلوم السياسية في كلية ومعهد جبل القديسة مريم، في كتابه "العلاقات العربية الأميركية في الخليج الفارسي"، فإن تفكك الاتحاد سببه يعود لعدة عوامل. مثل أن بنية الاتحاد كانت بمثابة رد فعل متسرع للانسحاب البريطاني المعلن، وأن الدعوة إلى الاتحاد كانت مدفوعة من قبل زعماء الإمارات الفردية العازمين على الحفاظ على حكمهم، حيث كانت النزاعات غير المحسومة لا تزال قائمة، وأهمها تلك التي بين المملكة العربية السعودية وأبو ظبي حول واحة البريمي والتفاوت في الثروة والتعليم والسكان بين الإمارات والتي زادت الطين بلة.

## التاريخ والخلفية
بعد طرد البرتغاليين من البحرين عام 1602، تبنى القواسم، القبائل الممتدة من شبه الجزيرة القطرية إلى رأس مسندم، الغارات البحرية كأسلوب حياة بسبب عدم وجود أي سلطة بحرية في المنطقة. تصاعدت الهجمات في بداية القرن التاسع عشر.
في أعقاب سلسلة من الهجمات في عام 1808 قبالة ساحل السند والتي شارك فيها 50 من الغزاة القواسميين، وبعد موسم الرياح الموسمية عام 1809، شنت شركة الهند الشرقية البريطانية، بدعم بحري من الحكومة البريطانية، عملية القواسم الذين حكموا رأس الخيمة في عام 1809. تم التوصل إلى اتفاق بين القواسم والبريطانيين بشأن الأمن البحري، إلا أن الاتفاق انهار في عام 1815. وفي عام 1815، ألقى القواسم القبض على طاقم سفينة هندية بريطانية بالقرب من مسقط وقتلوا معظم أفراد الطاقم. ثم في 6 يناير، استولى القواسم على سفينة حربية مسلحة، ديريا دولوت، قبالة ساحل دواركا وقتلوا 17 من أفراد طاقمها الهنود البالغ عددهم 38 فردًا. وفي عام 1816، تم الاستيلاء في البحر الأحمر على ثلاث سفن تجارية هندية تحمل العلم البريطاني من سورات، وتم قتل معظم أفراد الطاقم.
ومع استئناف القرصنة، عاد البريطانيون في عام 1819 بحملة عقابية ضد قوة القواسم البحرية، التي انقسمت الآن إلى إمارتين، إحداهما رأس الخيمة المدعومة من الوهابيين والأخرى الشارقة ولنجة. لقد دمر البريطانيون رأس الخيمة وانتهى بهم الأمر إلى خلع حسن بن رحمة القاسمي من السلطة قبل توقيع المعاهدة البحرية العامة عام 1820 مع حكام أبو ظبي والشارقة وعجمان وأم القيوين ورأس الخيمة. وفي عام 1853، تم توقيع معاهدة الهدنة البحرية الدائمة التي حظرت أي عمل عدواني في البحر، ووقع عليها عبد الله بن راشد المعلا الأول من أم القيوين، وحميد الأول بن راشد النعيمي من عجمان، وسعيد بن بطي آل مكتوم من دبي، وسعيد بن طحنون آل نهيان سلطان الأول بن صقر القاسمي.
ردًا على طموحات فرنسا وروسيا، أقامت بريطانيا والمشيخات المتصالحة روابط أوثق في معاهدة عام 1892، وافق الشيوخ على عدم التصرف في أي أرض باستثناء بريطانيا وعدم الدخول في علاقات مع أي حكومة أجنبية أخرى دون موافقة بريطانيا. وفي المقابل، وعد البريطانيون بحماية الساحل المتصالح من أي عدوان بحري وتقديم المساعدة في حالة الهجوم البري.

### مجلس إمارات الساحل المتصالح وفكرة الاتحادية
كان مجلس إمارات الساحل المتصالح بمثابة منتدى للاجتماع بين زعماء الإمارات، برئاسة الوكيل السياسي البريطاني. انعقدت الاجتماعات الأولى في عام 1952، مرة في الربيع وآخرى في الخريف، مما أرسى نمطًا للاجتماعات في السنوات المستقبلية. كان المجلس استشاريا بحتًا ولم يكن لديه دستور مكتوب ولم تكن لديه سلطات صنع السياسات، ولكنه وفر أكثر من أي شيء آخر منتدى للحكام يتبادلون فيه وجهات النظر ويتفقون على نهج مشترك. نجح البريطانيون في إثارة قدر كبير من الانزعاج بين الحكام، وخاصة الشارقة ورأس الخيمة، عندما حضر حاكم الفجيرة، التي اعترفت بها بريطانيا كإمارة ساحل متصالحة في 21 مارس 1952، أول مجلس إمارات الساحل المتصالح.
كانت فكرة إنشاء اتحاد بين إمارات الساحل المتصالح أول ما طرح في أواخر الخمسينيات من القرن العشرين على يد مايكل رايت، السفير البريطاني في العراق. ومع ذلك، فقد رفضها برنارد بوروز، المقيم السياسي، باعتبارها "خيالية".
بحلول عام 1958، تم تشكيل لجان لتقديم المشورة بشأن الصحة العامة والزراعة والتعليم، لكن المجلس لم يحصل على تمويل حتى عام 1965، حينما انتقلت الرئاسة من الوكيل السياسي إلى أحد الحكام، وهو الرئيس الأول الشيخ صقر بن محمد القاسمي من رأس الخيمة. كانت إحدى القضايا التي ظهرت بانتظام في أول 14 اجتماعًا للمجلس هي قضية الجراد - كانت أسراب الجراد مدمرة للغاية للزراعة في المنطقة بأكملها - لكن البدو في المناطق الداخلية كانوا مقتنعين بأن رش المبيدات الحشرية سيكون ضارًا بقطعانهم وقاوموا الفرق التي تم جلبها من باكستان لرش أماكن تكاثر الحشرات.
وفي عام 1965 حصل المجلس على منحة من البريطانيين لإدارة الأمور بالطريقة التي يراها مناسبة، بدلًا من مجرد تقديم المشورة بشأن الميزانيات التي تعدها بريطانيا. كما تم تعيين سكرتارية بدوام كامل. 
وفي عام 1967، تم اكتشاف النفط في حقل الشيبة النفطي في جنوب واحة ليوا، وأعلن الملك فيصل مرة أخرى أن المنطقة جزء من المملكة العربية السعودية في عام 1970. عرض فيصل حل النزاع بالتنازل عن مطالباته بالعين والبريمي مقابل السيطرة الكاملة على حقل الشيبة النفطي وخور العديد. كما طلب أيضًا من زايد وقف أعمال الحفر التي تقوم بها شركة أبوظبي للبترول في حقل الشيبة النفطي أثناء استمرار المناقشات.
ومع ذلك، حاول زايد مقاومة الضغوط السعودية، حيث كانت الواحة مركز الإمارة الشرقية وعاصمتها العين. بالنسبة لفيصل، كانت الواحة بمثابة مصدر فخر وشرف وتذكير بأمجاد الوهابية النجدية السابقة في ظل الدولة السعودية الأولى والثانية خلال القرنين الثامن عشر والتاسع عشر.

### إعلان الانسحاب البريطاني وتأسيس اتحاد الإمارات العربية المتحدة
كان إعلان رئيس الوزراء البريطاني هارولد ويلسون في يناير 1968، عن انسحاب جميع القوات البريطانية من "شرق السويس"، إيذانًا بنهاية دور بريطانيا في السياسة الخارجية والدفاع، فضلاً عن التحكيم بين حكام الضفة الشرقية من الخليج العربي.
لقد دفع هذا القرار حكام الساحل المتصالح، مع قطر والبحرين، إلى الدخول في مفاوضات محمومة لملء الفراغ السياسي الذي سيخلفه الانسحاب البريطاني. وبعد شهر واحد في 18 فبراير 1968، التقى الشيخ زايد بن سلطان آل نهيان مع الشيخ راشد بن سعيد آل مكتوم ووقعا اتفاقية اتحاد بين أبوظبي ودبي، وهي نقطة تحول في تاريخ الخليج وتعتبر مقدمة لتوحيد الإمارات العربية المتحدة. وبعد أقل من عشرة أيام، اجتمع زعماء الإمارات في دبي ووقعوا على اتفاقية دبي في 27 فبراير 1968 لإنشاء اتحاد الإمارات العربية، الذي ضم أيضًا البحرين وقطر بسياسة خارجية ودفاع ومواطنة موحدة. حدد الاتفاق نظام الحكم حيث سيتم اختيار القيادة من خلال نمط التناوب السنوي.
انعقد الاجتماع الأول للمجلس الأعلى لاتحاد الإمارات العربية في أبوظبي في مارس 1968. كاان اللقاء يهدف إلى تبادل المشاورات بشأن تنفيذ اتفاقية دبي. لقد عقد اجتماع آخر في أبو ظبي في مايو ويوليو 1968 بهدف التوصل إلى اتفاق على أساس الاجتماع السابق. تم انتخاب خليفة بن حمد آل ثاني رئيسًا للمجلس الاتحادي المؤقت بينما تم ترشيح الشيخ زايد رئيسًا. وفي أكتوبر 1968م انعقد الاجتماع الثاني وانتخب الشيخ أحمد بن علي آل ثاني رئيسًا للمجلس الأعلى.
اجتمع أعضاء المجلس الأعلى في مايو 1969 في الدوحة لمناقشة شكل الدستور. واتفقوا على تشكيل حكومة، لكنهم فشلوا في انتخاب حاكم. وتأثر اللقاء سياسيًّا أيضاً بجولة رئيس الوزراء البريطاني آنذاك إدوارد هيث إلى دول الخليج. وفي الاجتماع أعيد انتخاب الشيخ أحمد بن علي آل ثاني رئيسًا للمجلس الأعلى.
وفي أكتوبر 1969، اجتمع حكام الإمارات التسع للمرة الأخيرة في أبو ظبي وانتخبوا الشسخ زايد بن سلطان آل نهيان رئيسًا، والشيخ راشد بن سعيد آل مكتوم نائبًا للرئيس، والشيخ خليفة بن حمد آل ثاني رئيسًا للوزراء في لجنة مكونة من ثلاثة عشر عضوًا للاتحاد المقترح، فضلًا عن مستقبل العاصمة الواقعة التي كانت ستحدد بين أبو ظبي ودبي في مكان يسمى الكرامة. ومع ذلك، بينما كان الزعماء يستعدون للبيان الختامي، طلب الوكيل السياسي البريطاني تشارلز تريدويل إلقاء كلمة أمام التجمع أعرب فيها عن تطلعات حكومته لحل جميع خلافات الحكام، وأن من مصلحة بريطانيا نجاح الجلسة. اعتبر ممثلو قطر ورأس رأس الخيمة تصريحات تريدويل غير مبررة، مما دفع الشيخ أحمد بن علي آل ثاني والشيخ صقر بن محمد القاسمي إلى الانسحاب من الاتحاد بسبب تصورهم للتدخل الأجنبي في الشؤون الداخلية للخليج.
لم يتعافى الاتحاد المكون من تسع إمارات أبدًا من آثار اجتماع أكتوبر 1969 حيث اختارت البحرين وقطر الانسحاب من المزيد من المحادثات مع الجهود التي بذلها رئيس الوزراء البريطاني هارولد ويلسون والملك السعودي فيصل بن عبد العزيز وأمير الكويت صباح السالم الصباح لإحياء المفاوضات.
التزمت قطر في دستور أبريل 1970 بالانضمام إلى البحرين والإمارات المتصالحة في تشكيل اتحاد الإمارات العربية المقترح. في عام 1970، أجرت الأمم المتحدة استطلاعًا للرأي في البحرين لمعرفة رغبة الشعب في الالتحاق بإيران أو الاستقلال. وفي وقت لاحق، أقر مجلس الأمن التابع للأمم المتحدة بالإجماع القرار رقم 278 في مايو 1970 والذي نص على أن "الأغلبية الساحقة من شعب البحرين ترغب في الحصول على الاعتراف بهويتها في دولة مستقلة ذات سيادة كاملة حرة تقرر بنفسها علاقاتها مع الدول الأخرى". وفي نفس الشهر، تخلت إيران عن مطالبها بالجزيرة.
وفي مايو 1970، عرض الملك فيصل بن عبد العزيز حل الخلاف مع أبو ظبي بإسقاط بعض المطالبات بالعين والبريمي مقابل سيادة الرياض على جنوب واحة ليوا وخور العديد. قال زايد في وقت لاحق إنه "لن يرفض الاقتراح جملة وتفصيلًا".
في يوليو 1971، اتفقت الإمارات الست، وهي دبي، والشارقة، وعجمان، والفجيرة، ووأم القيوين على تشكيل اتحاد من خلال التوقيع على دستور مؤقت لدولة الإمارات العربية المتحدة في دبي، والذي كان بمثابة وثيقة منقحة إلى حد ما كانت في الأساس لاتحاد الإمارات العربية، وبالتالي الإشارة إلى حل الاتحاد المقترح مع أن الدستور الجديد يحتوي على بند يسمح باحتمال قبول دولة عربية مستقلة في الاتحاد ولكن بشرط موافقة المجلس الأعلى للاتحاد. وعندما تمت تسوية المطالبة الإيرانية بالبحرين، طالبت البحرين بمكانة تمثيلية على أساس عدد السكان داخل المجلس الاتحاد المؤقت. وعندما رُفض طلبها، أعلنت البحرين استقلالها في أغسطس 1971. كانت قطر لا تزال تزعم تأييدها الاتحاد. ومع ذلك، أعلنت قطر استقلالها في سبتمبر 1971 وعدل الدستور عقب انقلاب عام 1972.

## العواقب
في أواخر نوفمبر 1971، بعد وقت قصير من انسحاب القوات البريطانية من جزر أبو موسى وطنب الكبرى، قامت البحرية الإمبراطورية الإيرانية تحت أوامر الشاه محمد رضا بهلوي بغزو الجزر وضمها، مدعية أن كليهما جزء من محافظة هرمزغان في البلاد.  نددت دول مثل ليبيا والعراق باحتلال الجزر.
أعلن الشيخ زايد بن سلطان آل نهيان رسميًّا اتحاد الإمارات العربية المتحدة واستقلالها، وقرأ الإعلان أحمد خليفة السويدي في 2 ديسمبر 1971، في تمام الساعة العاشرة صباحًا من دار الاتحاد (متحف الاتحاد حاليًا) في جميرا بدبي عقب يوم من انتهاء العلاقات المعاهدة الخاصة وانتهاء الموعد النهائي البريطاني للانسحاب من الخليج العربي رسميًّا. لقد توّج الإعلان رسميًّا نقل السلطة من المقيمية السياسية لوزارة الخارجية البريطانية إلى مجلس إمارات الساحل المتصالح، وبالتالي إعادة تسمية أراضي إمارات الساحل المتصالح باسم الإمارات العربية المتحدة قبل التوقيع على دستور مؤقت من قبل أمراء أبو ظبي، ودبي، والشارقة، وعجمان، والفجيرة، وأم القيوين الذي انضمت بموجبه هذه الإمارات رسميًّا إلى الاتحاد الجديد.
وُقِّعت معاهدة ثنائية بين المملكة المتحدة والإمارات العربية المتحدة التي تشكلت حديثًا في 2 ديسمبر 1971، والتي ضمنت عشر سنوات من الصداقة والتعاون بين الدولتين. تم توقيع الاتفاقية بعد يوم واحد من انتهاء العلاقات التعاهدية الخاصة وسلسلة من معاهدات الحماية السابقة التي تم إبرامها بين الحكومة البريطانية ومختلف زعماء إمارات الساحل المتصالح منذ عام 1820.
رفضت رأس الخيمة الانضمام للاتحاد. ومن أسباب تأخر انضمامها إلى الإمارات العربية المتحدة اعتقاد الشيخ صقر بن محمد القاسمي أنه قادر على اكتشاف النفط مثل أبو ظبي. كما أبدى عدم رضاه عن منح رأس الخيمة 6 مقاعد في الجمعية البرلمانية، بينما تحصل كل من أبو ظبي ودبي على 8 مقاعد إلى جانب حق النقض المشترك. ومع ذلك، وبعد ضم إيران لجزر طنب الكبرى والصغرى وأبو موسى واغتيال الشيخ خالد بن محمد القاسمي في يناير 1971، فقد قرر الانضمام في 10 فبراير 1972.
في أغسطس 1974، وقعت المملكة العربية السعودية والإمارات العربية المتحدة معاهدة جدة التي تهدف إلى حل النزاع الحدودي بين الدولتين.